# Brasil sem Miséria

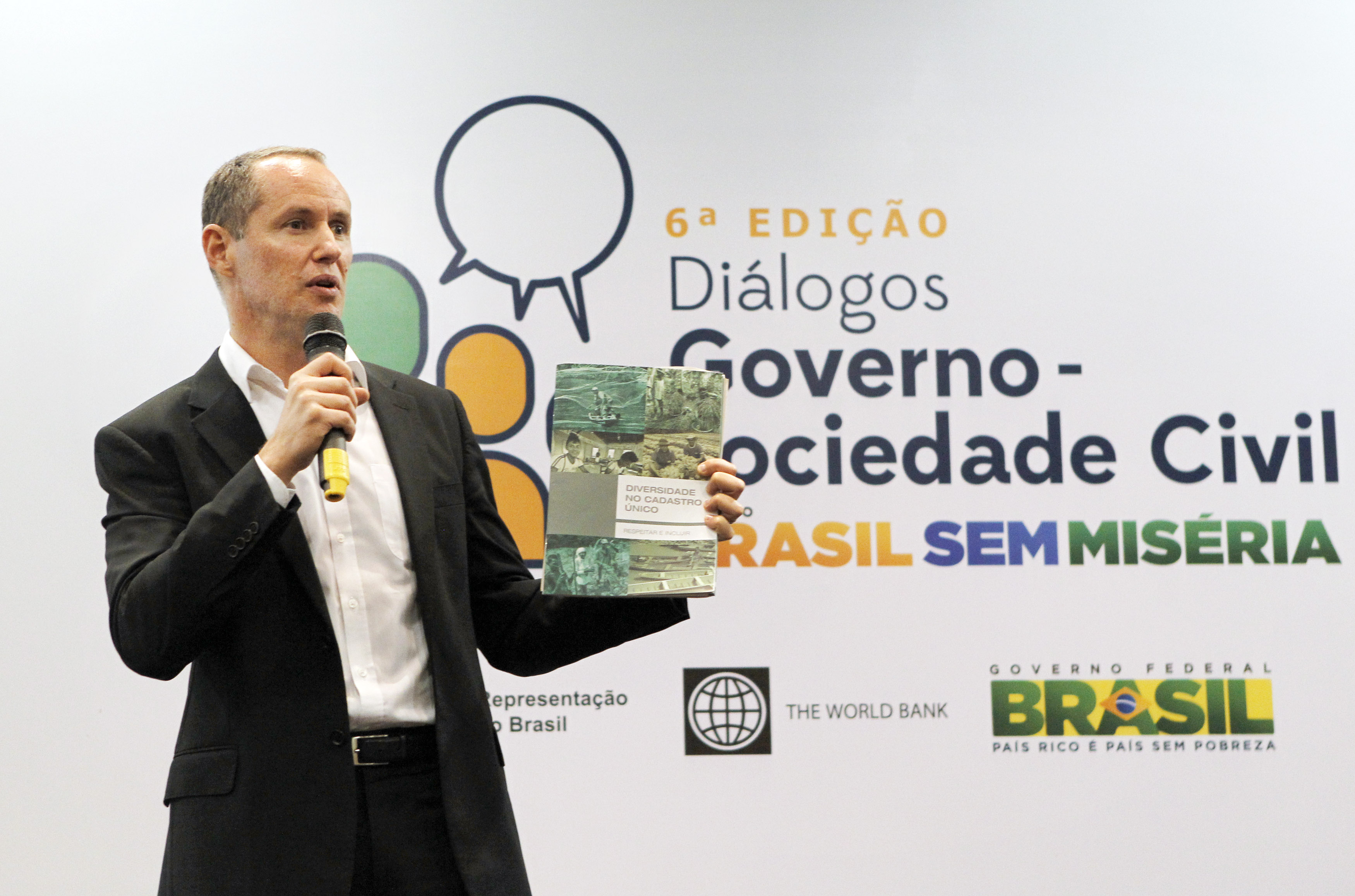
Luis Henrique Paiva durante o 6º Diálogos Governo-Sociedade Civil Brasil Sem Miséria.

Brasil sem Miséria é um programa social do governo federal brasileiro, criado na gestão da presidente Dilma Rousseff. Lançado em junho de 2011, o programa tem como objetivo retirar da situação de pobreza extrema 16,2 milhões de pessoas que vivem com menos de 70 reais por mês. O Brasil sem Miséria consiste na ampliação do programa anterior de combate à pobreza do Governo Lula (conhecido por Bolsa Família).
Projetado como programa social de larga escala em fase de pré-implantação, o Brasil sem Miséria pretende promover a inclusão social e produtiva da população extremamente pobre, tendo por meta reduzir drasticamente seus números.

## Características
O público-alvo do programa é a camada mais pobre da população brasileira, que vive em condições de extrema pobreza. O programa define como extremamente pobres as pessoas que vivem com até R$ 70 por mês, com base em indicadores utilizados pelas Nações Unidas e pelo programa Bolsa Família.
Com base em dados do censo do IBGE e de estudos do Ipea, o Governo Federal estima que o programa atingirá mais de 16,2 milhões de brasileiros que vivem em condições de miséria. Esse número equivale a 8,6% da população.

### Funcionamento
A partir do momento que uma família estiver participando do programa, ela passa a beneficiar-se de ações de inclusão produtiva - por exemplo cursos profissionalizantes e encaminhamento ao emprego - e de acesso a serviços públicos, como escolas, água encanada e escoamento sanitário.
Além disso, a pessoa apontada como responsável pela família - em geral a mãe - passa a receber um valor mensal a ser definido. Além disso, pode optar por abrir uma conta bancária isenta de tarifas ou com pacote de serviços com tarifas reduzidas. Em qualquer caso, a abertura da conta permite que sua família obtenha diversas opções de microcrédito.

### Implantação e Operação
O Ministério do Desenvolvimento Social e Combate à Fome (MDS), que está coordenando a construção do programa junto a outros órgãos federais tais como o Ministério do Desenvolvimento Agrário (MDA), prevê seu lançamento para junho de 2011. O MDS permanecerá responsável pela gestão do programa, que será operado tanto em âmbito federal quanto nos âmbitos estaduais e municipais. Estão previstas ainda ações articuladas com a iniciativa privada e a sociedade civil.
O cadastro no programa Brasil sem Miséria será feito pelas prefeituras, através do sistema Cadastro Único, que coleta dados como características dos domicílios, escolaridade, trabalho e renda. As famílias que por alguma razão já estiverem cadastradas nesse sistema serão automaticamente incluídas no programa caso atendam aos critérios de participação.
Os dados obtidos anualmente na Pesquisa Nacional por Amostra de Domicílios (PNAD) permitirão acompanhar os resultados do programa. Com anúncio de planos estaduais por Rio de Janeiro, Espírito Santo e Distrito Federal, iniciaram-se ações também na Paraíba.
As ações do PBSM foram estruturadas em três grandes eixos: garantia de renda, acesso a serviços e inclusão produtiva. Considerando a indigência rural, “um fenômeno marcante da região Nordeste”, também foi criada a Assistência Técnica e Extensão Rural e Fomento (PBSM - ATER e Fomento) para o combate à extrema pobreza nas zonas rurais.

### Encerramento
“Em 2014, o governo anunciou que o plano havia conseguido tirar mais de 22 milhões de pessoas da extrema pobreza, superando a meta inicial” e foi descontinuado em 2016 durante o governo de Michel Temer.